# Tim Bond
Timothy Lamont "Tim" Bond Jr. (Baltimore, Maryland, 3 de septiembre de 1995) es un baloncestista estadounidense que pertenece a la plantilla de Platense de la Liga Nacional de Básquet de Argentina. Con 1,98 metros de estatura, juega en la posición de escolta.

## Trayectoria deportiva

### Universidad
Jugó cuatro temporadas con los Eagles de la Universidad de Míchigan Oriental, en las que promedió 8,6 puntos, 4,0 rebotes, 3,0 asistencias y 1,9 robos de balón por partido. Lideró las estadísticas de robos de balón en la Mid-American Conference en 2016 y 2017, y en 2018 fue elegido jugador defensivo del año de la conferencia. en esas tres temporadas fue incluido además en el mejor quinteto defensivo.

### Profesional
Tras no ser elegido en el Draft de la NBA de 2018, fichó en el mes de octubre por los Houston Rockets para disputar la pretemporada, aunque la intención final era la de asignarlo a su filial en la G League, los Rio Grande Valley Vipers. Fue campeón con el equipo en abril de 2019 y al mes siguiente partió hacia México para disputar la temporada 2019 del CIBACOPA con los Ostioneros de Guaymas. En junio regresó a los Estados Unidos convocado por los New York Knicks para integrar su equipo que disputaría la NBA Summer League, pero una lesión le impidió jugar el campeonato. De todos modos la organización le ofreció un contrato para formar parte de su equipo afiliado de la G League, los Westchester Knicks.
En mayo de 2021 disputó el Torneo Superior de Baloncesto del Distrito Nacional de la República Dominicana con el club El Millón Yireh. Unos meses después, en agosto de ese año, se anunció su contratación por parte del equipo finlandés Helsinki Seagulls, pero al poco tiempo dejó Europa sin haber llegado a debutar oficialmente. Su siguiente destino fue el Al Fateh de Arabia Saudita, a donde arribó en octubre de 2021. De todos modos su paso por ese club sería fugaz, ya que retornó semanas después a los Estados Unidos, tras ser seleccionado en la posición 25 de la primera ronda del Draft de la NBA G League de 2021 por los Windy City Bulls.
Bond comenzó la temporada 2021-22 de la G League con los Windy City Bulls, jugando 9 partidos y pasando en enero de 2022 al Lakeland Magic. Para ese equipo jugó 3 partidos antes de retornar a los Windy City Bulls, con los que disputaría 4 nuevos encuentros. En marzo se unió a los Rio Grande Valley Vipers, donde cerró la temporada actuando en 6 partidos.
En mayo de 2022 fue contratado por los Soles de Santo Domingo Este como refuerzo para la temporada 2022 de la Liga Nacional de Baloncesto de República Dominicana.
En enero de 2023, Bond reforzó al Etzella Ettelbruck para disputar los playoffs de la Division Nationale 1 de Luxemburgo, pero, tras la eliminación del equipo, se unió al KK Zabok de la HT Premijer liga de Croacia, con la misión de ayudar al club a no perder la categoría, objetivo que fue logrado en mayo de ese año.
Posteriormente regresó a la República Dominicana, donde se consagró campeón de la Superliga LNB con los Reales de La Vega, y disputó el Torneo Superior de Baloncesto del Distrito Nacional con Bameso. Tras un paso por la LNBP de México entre octubre y noviembre de 2023 jugando para los Correcaminos UAT Victoria, regresó a la República Dominicana para disputar diversos torneos regionales con varios equipos. 
El 24 de septiembre de 2024 se unió a Platense de la Liga Nacional de Básquet de Argentina, proveniente de Venezuela.